# VB-Cable
 (juin 2021).
VB-Cable, parfois appelé VB-Audio Cable ou VB-Audio Virtual Cable, est un logiciel développé et édité par VB-Audio Software permettant de connecter ensemble très simplement deux applications audio : un lecteur et un enregistreur.
C'est un pilote audio du système d'exploitation jouant le rôle de câble audio virtuel.
Initialement développé uniquement pour le système d'exploitation Windows, le logiciel est disponible pour macOS depuis mai 2020,.

## Fonctionnement

### Câble audio virtuel

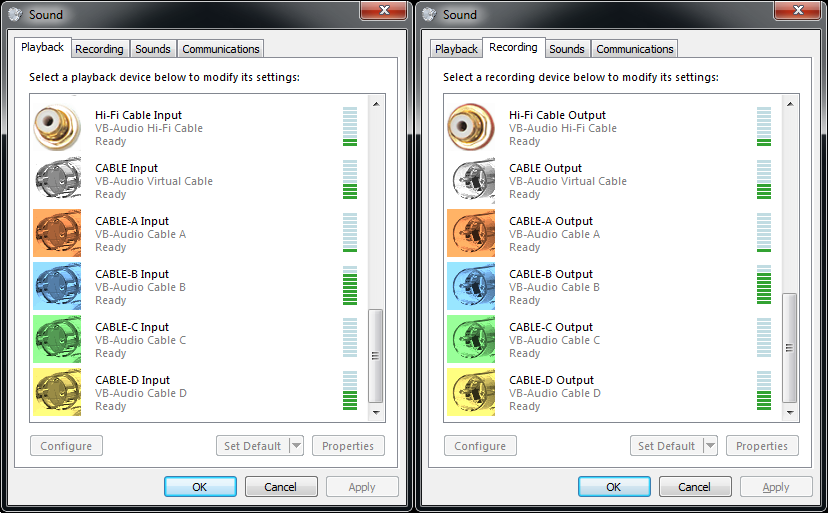
Listes des périphériques audio de lecture et d'enregistrement mettant en évidence sous Windows la transmission des signaux audio entre l'entrée et la sortie des câbles audio virtuels VB-Cable.

VB-Cable est un périphérique audio virtuel fonctionnant comme un câble audio virtuel.
Le logiciel comprend un pilote proposant une entrée (entrée du câble) sous forme d'un périphérique de lecture et une sortie (sortie du câble) sous forme d'un périphérique d'enregistrement. Tout signal audio parvenant à l'entrée du câble est simplement dirigé vers la sortie du câble. Une fois VB-Cable installé, ces éléments apparaissent dans la liste des périphériques audio système (lecture et enregistrement).
Le fait de sélectionner l'entrée du câble comme périphérique de sortie d'un lecteur et la sortie du câble comme périphérique d'entrée d'un enregistreur permet à ces deux applications de communiquer. La manipulation peut être encore simplifiée en spécifiant chaque extrémité du câble comme périphérique de son par défaut pour la lecture et pour l'enregistrement. La communication entre les applications de lecture et d'enregistrement est alors automatique.
Disposant d'un moteur audio multi-format, VB-Cable peut être utilisé sans aucune configuration préalable avec n'importe quelle application utilisant les interfaces MME (en), KS (en), DX ou WASAPI (WDM),. Il prend en charge toutes les fréquences d'échantillonnage de 8 à 192 kHz en stéréo,. Il inclut également un pilote compatible avec Windows Server 2003 et la version du pilote pour Windows 7 a été validée sur les versions 8, 8.1 et 10 de Windows 32 et 64 bits.

### Utilisation
Parmi les exemples de cas pouvant nécessiter l'utilisation d'un câble audio virtuel, on peut citer :
- enregistrer un flux audio venant d'un navigateur web ou une application de VoIP ;
- enregistrer un flux audio dans Audacity ;
- router un flux audio dans un transcripteur audio en texte.

### Câbles audio virtuels supplémentaires
Quatre câbles stéréo additionnels peuvent être ajoutés en installant des drivers supplémentaires : VB-Cable A+B et VB-Cable C+D, chacun disponible après avoir fait une donation sur la boutique de l'éditeur.
Ces VB-Cable supplémentaires sont conçus comme des accessoires de Voicemeeter pour connecter une application audio à une entrée physique ou à un bus de sortie physique de Voicemeeter. Conceptuellement, les pilotes audio VB-Cable sont au logiciel Voicemeeter ce que les câbles XLR sont aux tables de mixage dans le monde réel.

### Câble audio virtuel bit perfect et pont ASIO
L'éditeur propose également le HiFi-Cable, un câble audio virtuel similaire à VB-Cable mais n'intégrant pas de convertisseur de fréquence d'échantillonnage (SRC) (en). Son fonctionnement exige donc que la fréquence d'échantillonnage soit configurée de façon identique sur l'entrée et sur la sortie. C'est un câble dit « bit perfect » car garantissant l'intégrité du signal audio numérique entre l'entrée et la sortie. Le HiFi-Cable supporte des flux audio allant jusqu'à 24 bits / 384 kHz. Il apparaît également dans la liste des périphériques audio, sous la forme d'un connecteur RCA (cinch) femelle couleur or.
Ce câble audio virtuel est fourni avec l'application ASIO-Bridge permettant de diriger l'entrée du HiFi-Cable vers un périphérique ASIO, et l'entrée du périphérique ASIO vers la sortie du HiFi-Cable.

## Modèle de distribution
VB-Cable est distribué selon le modèle du donationware. L'application est donc téléchargeable et utilisable gratuitement, sans limitation de fonctionnalités. L'utilisateur est ensuite invité à faire un don au développeur en choisissant le montant de sa contribution. Il en est de même pour HiFi-Cable,.